# Young Mr. Lincoln
Young Mr. Lincoln és una pel·lícula de 1939 dirigida per John Ford i protagonitzada per Henry Fonda. Està basada en els anys de joventut del president dels Estats Units Abraham Lincoln. Va ser nominada a l'Oscar pel millor guió original.

## Argument
És una biografia fictícia dels anys joventut d'Abraham Licoln, quan lluitava per prosperar com advocat i començava a destacar per la defensa dels drets dels més humils.

## Repartiment
- Henry Fonda: Abraham Lincoln
- Alice Brady: Abigail Clay
- Marjorie Weaver: Mary Todd
- Arleen Whelan: Sarah Clay
- Eddie Collins: Efe Turner
- Pauline Moore: Ann Rutledge
- Richard Cromwell: Matt Clay
- Donald Meek: Procurador John Felder
- Judith Dickens: Carrie Sue
- Eddie Quillan: Adam Clay
- Spencer Charters: Juge Herbert A. Bell
- Ward Bond: John Palmer Cass
- Russell Simpson: Woolridge

Actors que no surten als crèdits
- Francis Ford: Sam Boone
- Charles Halton: Hawthorne
- Robert Lowery: Juré Bill Killian
- Harold Goodwin: Jeremiah Carter